# Lainkarkogel
Der Lainkarkogel ist ein 2429 m ü. A. hoher Berg in der Ankogelgruppe der Zentralalpen im österreichischen Bundesland Salzburg.

## Lage und Umgebung
Der Lainkarkogel befindet sich im Nationalpark Hohe Tauern und im Gemeindegebiet von Bad Gastein. Sein Gipfel erhebt sich an der Grenze zwischen den Katastralgemeinden Böckstein im Süden und Remsach im Norden. Zu den Bergen in der Umgebung zählen der 2529 m ü. A. hohe Palfner Seekogel im Nordwesten und der 2844 m ü. A. hohe Hölltorspitz im Südosten. Die felsigen Abhänge im Westen des Lainkarkogels werden als Steinerne Jungfrau bezeichnet.
Östlich des Gipfels liegen der Mittlere, der Östliche und der Westliche Obere Lainkarschartensee, nördlich der Gamskarlsee. Mit dem Reedbach hat ein linksseitiger Nebenbach des Kötschachbachs seinen Ursprung am Berg.

## Geologie
In geologischer Hinsicht ist der Lainkarkogel von Granitgneis und Orthogneis geprägt. Im Bereich des Gamskarlsees ist klastisches Sediment vorhanden.

## Flora
An den unteren südwestlichen Hängen erstrecken sich Latschen-Buschwälder, darunter zum Teil Zirben-Wälder. Auf der Felsflur bei der Steinernen Jungfrau wächst das Stängelumfassende Habichtskraut (Hieracium amplexicaule).

## Geschichte
Im 16. und 17. Jahrhundert wurden am Lainkarkogel Gold und Pyrit abgebaut.